# Barcita pratti
Barcita pratti är en fjärilsart som beskrevs av Sir George Hamilton Kenrick 1917. Barcita pratti ingår i släktet Barcita och familjen nattflyn. Inga underarter finns listade i Catalogue of Life.